# Phytodietus rubellus
Phytodietus rubellus là một loài tò vò trong họ Ichneumonidae.